# Kärntner Berg-Hahnenfuß
Der Kärntner Berg-Hahnenfuß (Ranunculus carinthiacus) ist eine Pflanzenart aus der Gattung Hahnenfuß (Ranunculus) innerhalb der Familie der Hahnenfußgewächse (Ranunculaceae). Sie ist in den Bergen Europas verbreitet.

## Beschreibung

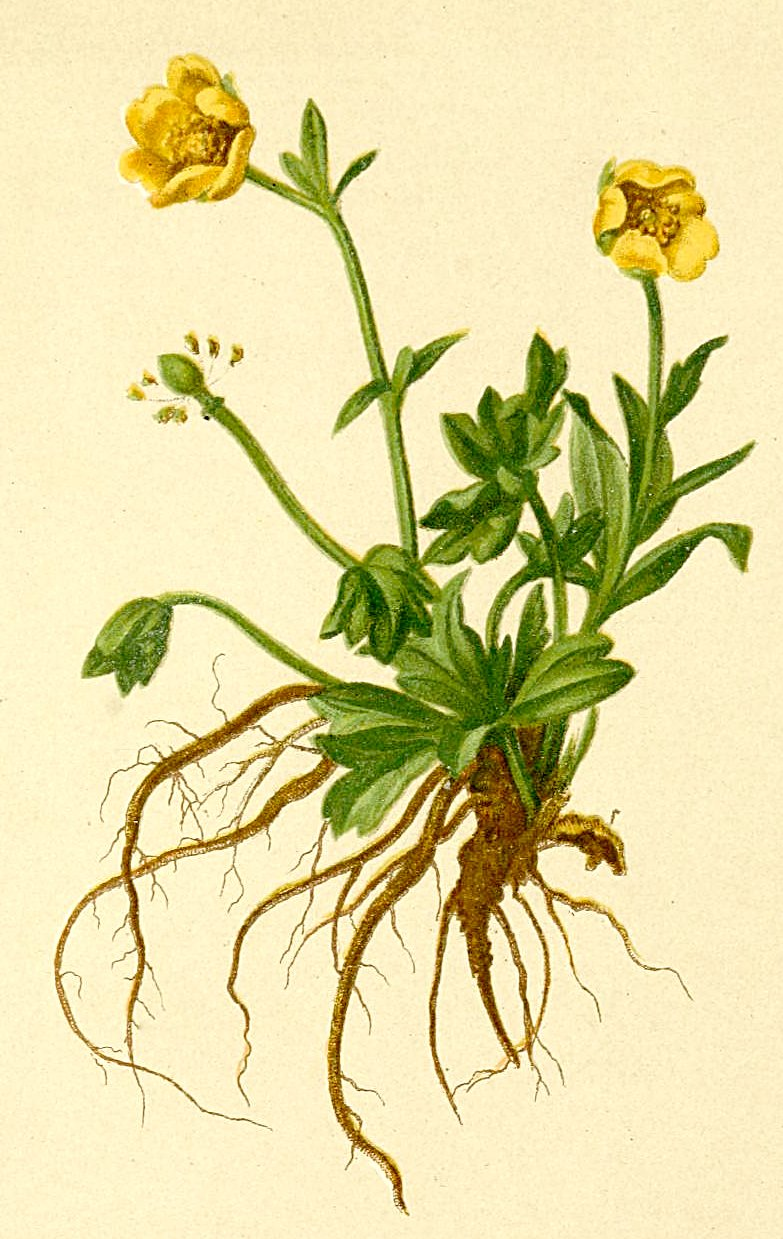
Illustration aus Atlas der Alenflora, 1882

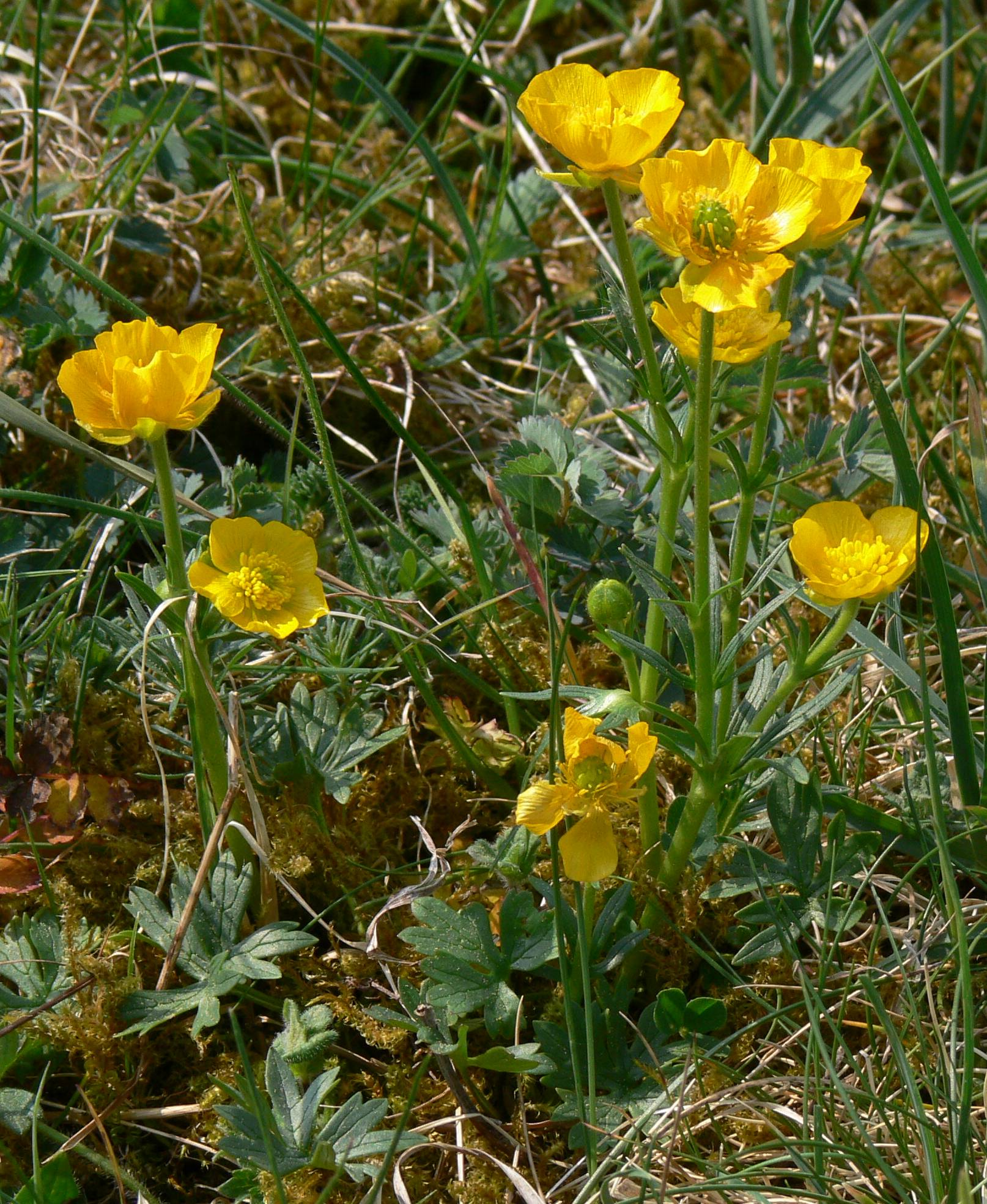
Habitus, Laubblätter und Blüten

### Vegetative Merkmale
Der Kärntner Berg-Hahnenfuß wächst als ausdauernde krautige Pflanze und erreicht Wuchshöhen von 4 bis 20, selten bis 40 Zentimetern. Sie bildet ein kurzes und kahles Rhizom als Überdauerungsorgan. Der stielrunde Stängel ist meist unverzweigt und unten meist anliegend, selten abstehend behaart.
Die Laubblätter sind grundständig und wechselständig am Stängel verteilt angeordnet. Die grundständigen Blätter besitzen eine glänzende, kahle oder nur am Rand etwas bewimperte Blattspreite, die nierenförmig bis fünf- bis siebeneckig und fast bis zum Grund in drei oder fünf Abschnitte geteilt, sowie im gefalteten Zustand aufrecht ist; ihre seitlichen Abschnitte sind zweiteilig. Die Stängelblätter sind klein und fast bis zum Grund in drei, fünf oder sieben schmal lanzettliche Abschnitte geteilt. Diese Stängelblattabschnitte sind sechs- bis fünfzehnmal so lang wie breit und schmal lanzettlich bis linealisch.

### Generative Merkmale
Die Blütezeit reicht von April bis Juli. Auf einem Stängel befinden sich über runden, angedrückt seidig behaarten Blütenstielen nur eine, seltener zwei bis drei Blüten.
Die zwittrigen Blüten sind radiärsymmetrisch. Der Blütenboden trägt an der Spitze Haarbüschel oder ist sehr zerstreut behaart; die Ansatzstelle der Staubfäden ist kahl. Die kronblattähnlichen Nektarblätter sind goldgelb und 5 bis 15 Millimeter lang.
Die Sammelfrucht enthält 25 bis 30 Nüsschen. Die Nüsschen besitzen einen Durchmesser von 20 bis 25 Millimetern und einen sehr kurzen anliegenden Schnabel.
Der Kärntner Berg-Hahnenfuß ist diploid mit einer Chromosomenzahl von 2n = 16.

## Vorkommen
Der Kärntner Berg-Hahnenfuß ist in Europas Bergen verbreitet. Er kommt in Nordspanien, in den Pyrenäen, den Alpen, im Jura und auf der Balkanhalbinsel bis Herzegowina und Bulgarien vor. In Mitteleuropa gedeiht er auf Kalk in subalpinen und alpinen Steinrasen, in Seslerietalia-Gesellschaften, in Halbtrockenrasen, auch in Pflanzengesellschaften der Verbände Erico-Pinion oder Poion alpinae. In den Alpen gedeiht er meist in Höhenlagen von 1700 bis 2500 Metern, steigt aber auf der Schwäbischen Alb bis 550 Metern herab. Auf der Schwäbischen Alb gedeiht er im Gentiano-Brometum des Mesobromion-Verbands und im Polygono vivipari-Genistetum sagittalis aus dem Verband Violion caninae.
Die ökologischen Zeigerwerte nach Landolt et al. 2010 sind in der Schweiz: Feuchtezahl F = 2+ (frisch), Lichtzahl L = 4 (hell), Reaktionszahl R = 5 (basisch), Temperaturzahl T = 2 (subalpin), Nährstoffzahl N = 3 (mäßig nährstoffarm bis mäßig nährstoffreich), Kontinentalitätszahl K = 2 (subozeanisch).
In Baden-Württemberg sind die Vorkommen durch Eutrophierung von Halbtrockenrasen stark gefährdet; hier befinden sich die nördlichsten Vorkommen innerhalb des Areals.

## Systematik
Die Erstbeschreibung von Ranunculus carinthiacus erfolgte 1826 durch David Heinrich Hoppe in Jacob Sturm: Deutschlands Flora in Abbildungen nach der Natur mit Beschreibungen ..., Abteilung 1, Heft 46, fol. 10. Das Artepitheton carinthiacus bedeutet kärntnerisch und bezieht sich darauf, dass diese Art in Kärnten zuerst entdeckt wurde. Synonyme für Ranunculus carinthiacus Hoppe sind Ranunculus montanus subsp. carinthiacus (Hoppe) Hegi und Ranunculus montanus var. tenuifolius DC.